# Анна Марія Ріццолі
Анна Марія Ріццолі (італ. Anna Maria Rizzoli; нар. 26 серпня, 1953, Рим) — італійська модель, акторка театру та кіно. В Італії відома завдяки ролям в еротичних комедіях 1970—1980 років. 

## Біографія
Народилася в Римі, закінчила середню школу та стала моделлю у 22 роки. Завдяки своїй зовнішності: висока, струнка, блондинка — Анна Ріццолі отримала запрошення на  телебачення, де вела нічні еротичні передачі. У 1975 році дебютувала в кіно, де зіграла у 25 фільмах. У 1979 році була ведучою пісенного Фестивалю в Сан-Ремо.
Кінокар'єра Анни Ріццолі пов'язана з ролями в еротичних комедіях, у яких часто контрастувала з Едвіж Фенек. Вона грала з такими акторами, як Енцо Каннавале, Бомболо, Ліно Банфі, Гастоне Москін і Паоло Вілладжо. Успіх Анни Ріццолі як секс-символа знизився доволі рано в порівнянні з іншими акторками. Ріццолі позувала оголеною для італійського видання «Playboy» у 1977—1983 роках, де була «дівчиною з обкладинки». 
У 1980-х роках Ріццолі залишила зйомки в кіно, щоб присвятити себе сім'ї. Після розлучення працювала в театрі з режисером Джорджо Стрелером. Не володіючи значними вокальними здібностями, Анна Ріццолі у 1980 році випустила платівку з двома піснями «Dammi» і «Tu solo tu», ці записи мали обмежений успіх.
Починаючи з 2007 року й до сьогодні, Ріццолі знову періодично бере участь на телебаченні.

## Фільмографія
- Серцеїд (1983)
- Сама божевільна підводний човен в світі (1982)
- Целулоїдні хлопчики (міні-серіал, 1981)
- Один проти іншого, практично друзі (1981)
- Тиждень на морі (1981)
- Попутники (1980)
- Покоївка спокушає постояльців (1980)
- Усім класом на море (1980)
- Другорічниця заграє з директором (1980)
- Артуро Де Фанті, банкір-невдаха (1980)
- Мотель «Гра» (1979)
- Кроком руш! (1979)
- Вибачте, Ви нормальні? (1979)
- Куди ти вирушаєш у відпустку? (1978)
- Мілан ... захистити себе або померти (1978)
- Добре сміється той... хто сміється останнім (1977)
- Господар і робітник (1975)